# 朴伊雄
朴伊雄（韓語：박이웅，1978年5月23日—），或譯朴利雄，韓國電影導演。2022年憑藉首部長篇電影《推土機上的少女》獲得第58屆大鐘獎新人導演獎。

## 作品列表

### 長篇電影
| 年份 | 作品                          | 導演 | 編劇 | 備註        |
| ---- | ----------------------------- | ---- | ---- | ----------- |
| 2022 | 《推土機上的少女》  | 是   | 是   | [ 2 ] [ 3 ] |
| 2024 | 《晨海的海鸥》      | 是   | 是   | [ 4 ] [ 5 ] |

### 短篇電影
| 年份 | 作品                            | 導演 | 編劇 | 剪輯 | 備註  |
| ---- | ------------------------------- | ---- | ---- | ---- | ----- |
| 2003 | 《唱歌》              | 是   | 未知 | 未知 |       |
| 2005 | 《家族》              | 是   | 未知 | 未知 |       |
| 2007 | 《走吧》              | 是   | 是   | 是   | [ 6 ] |
| 2008 | 《水晶澡堂的二女兒》  | 是   | 是   | 是   | [ 7 ] |

## 獎項榮譽
| 年份 | 頒獎典禮                    | 獎項                | 作品               | 结果 | 參     |
| ---- | --------------------------- | ------------------- | ------------------ | ---- | ------ |
| 2022 | 第58屆大鐘獎                | 新人導演獎          | 《推土機上的少女》 | 獲獎 | [ 1 ]  |
| 2022 | 第43屆青龍電影獎            | 新人導演獎          | 《推土機上的少女》 | 提名 | [ 8 ]  |
| 2023 | 第59屆百想藝術大獎          | 電影部門 新人導演獎 | 《推土機上的少女》 | 提名 | [ 9 ]  |
| 2023 | 第21屆導演選擇獎            | 電影部門 新人導演獎 | 《推土機上的少女》 | 提名 | [ 10 ] |
| 2023 | 第21屆導演選擇獎            | 電影部門 展望獎     | 《推土機上的少女》 | 提名 | [ 10 ] |
| 2023 | 第10屆野花電影獎            | 劇情片導演獎        | 《推土機上的少女》 | 提名 | [ 11 ] |
| 2023 | 第10屆野花電影獎            | 新人導演獎          | 《推土機上的少女》 | 提名 | [ 11 ] |
| 2024 | 第29屆釜山國際電影節        | 新浪潮獎            | 《晨海的海鸥》     | 獲獎 | [ 12 ] |
| 2024 | 第29屆釜山國際電影節        | KB新浪潮觀眾獎      | 《晨海的海鸥》     | 獲獎 | [ 12 ] |
| 2024 | 第29屆釜山國際電影節        | 亞洲電影促進聯盟獎  | 《晨海的海鸥》     | 獲獎 | [ 12 ] |
| 2025 | 第31屆                      | 金三輪車獎          | 《晨海的海鸥》     | 獲獎 | [ 13 ] |
| 2025 | 第3屆韓國藝術電影院協會大獎 | 導演獎              | 《晨海的海鸥》     | 獲獎 | [ 14 ] |
| 2025 | 第20屆大阪亞洲電影節        | 最具潛力創作者獎    | 《晨海的海鸥》     | 獲獎 |        |
| 2025 | 第61屆百想藝術大獎          | 電影部門 導演獎     | 《晨海的海鸥》     | 提名 | [ 15 ] |
| 2025 | 第61屆百想藝術大獎          | 電影部門 劇本獎     | 《晨海的海鸥》     | 提名 | [ 15 ] |
| 2025 | 第61屆百想藝術大獎          | Gucci Impact Award  | 《晨海的海鸥》     | 獲獎 | [ 16 ] |
| 2025 | 第23屆導演選擇獎            | 電影部門 劇本獎     | 《晨海的海鸥》     | 提名 | [ 17 ] |
| 2025 | 第23屆導演選擇獎            | 電影部門 展望獎     | 《晨海的海鸥》     | 提名 | [ 17 ] |
| 2025 | 第12屆野花電影獎            | 劇情片導演獎        | 《晨海的海鸥》     | 待定 |        |
| 2025 | 第12屆野花電影獎            | 劇本獎              | 《晨海的海鸥》     | 待定 |        |

## 外部連結
- 朴伊雄的Instagram帳戶
- 朴伊雄的X（前Twitter）
- 朴伊雄在NAVER上的资料
- 朴伊雄在Daum上的资料
- 朴伊雄在韩国电影数据库（KMDb）上的資料（韓語）
- 朴伊雄在互联网电影资料库（IMDb）上的資料（英文）
- 朴伊雄在HanCinema的頁面（英文）